# Gminna służba rolna
Gminna służba rolna – zespół specjalistów rolnictwa zatrudnionych w administracji gminnej, z zadaniem udzielania porad fachowych rolnikom indywidualnym. Służba kontynuowała zadania gromadzkiej służby rolnej (1968–1972), której zmieniono nazwę i strukturę organizacyjną. Służba powstała w wyniku zmiany administracyjnego podziału kraju i wyłonienia gmin zamiast gromad. W 1973 r. powstało 2365 gmin, których liczba spadła do 2070 w 1981 r. Nowo powstałe gminy były większe obszarowo w stosunku do gromad. Na czele gminy stał naczelnik gminy. W tym kształcie gminna służba rolna funkcjonowała w latach 1973–1981.

## Powstanie gminnej służby rolnej
Gminna służba rolna zorganizowana została w oparciu o rozporządzenie Rady Ministrów z 1972. Gminną służbę rolną tworzyli zatrudnieni w urzędzie gminy instruktorzy, którzy odpowiedzialni byli za rozwój i postęp w rolnictwie. Zrezygnowano z podziału na stanowiska agronoma oraz zootechnika i powrócono do pierwotnie przyjętego pojęcia instruktora. Pracownicy mogli być zatrudniani na stanowisko jako starsi instruktorzy, instruktorzy i młodsi instruktorzy. Zawód doradcy poszerzony został o nowe specjalizacje, gdzie obok zawodu technika (inżyniera) rolnictwa, mogły także występować specjaliści sadownictwa, warzywnictwa, chowu trzody chlewnej, bydła i innych. Spośród instruktorów rolnych naczelnik gminy powoływał kierownika służby rolnej.

## Struktura organizacyjna gminnej służby rolnej
Struktura organizacyjna gminnej służby rolnej przedstawiała się następująco:
- kierownik gminnej służby rolnej,
- instruktorzy ogólnogminni,
- instruktorzy specjalistyczni,
- instruktorzy rejonowi.

W skład instruktorów ogólnogminnych wchodziły trzy stanowiska, w tym instruktorzy ds. wiejskiego gospodarstwa domowego, ds. melioracji i łąkarstwa, ds. budownictwa wiejskiego. Do grupy instruktorów specjalistycznych zaliczano osoby z przygotowaniem innym niż rolniczym, w tym specjaliści z zakresu ogrodnictwa, warzywnictwa czy chowu zwierząt. Instruktorzy rejonowi zatrudnieni zostali w obrębie kilku sołectw lub dawnej gromady, określonym jako rejon pracy instruktorskiej. Nadzór fachowy na gminną służbą rolną sprawował wydział rolnictwa powiatowej rady narodowej.
W 1975 r. wprowadzono nowy podział administracyjny kraju, polegający na przyjęciu dwustopniowego systemu administracji terenowej województwo-gmina (bez powiatu).
Wówczas do wojewódzkich rad narodowych przeszły dotychczasowe zadania i uprawnienia powiatowych rad narodowych, polegające na ustalaniu liczby stanowisk gminnej służby rolnej dla gmin oraz określaniu urzędów gmin, w których mogą być zatrudnieni instruktorzy rolni.

## Zadania gminnej służby rolnej
Do podstawowych zadań gminnej służby rolnej należało:
- organizowanie rozwoju produkcji rolniczej, a zwłaszcza produkcji zwierzęcej,
- racjonalne wykorzystanie środków produkcji i właściwe użytkowanie gruntów, z uwzględnieniem zespołowych form gospodarowania,
- prowadzenie intensywnej gospodarki na trwałych użytkach zielonych,
- prowadzenie instruktażu i doradztwa dla rolników, zwłaszcza podejmujących specjalizację w zakresie produkcji roślinnej i zwierzęcej[3].

Realizowane plany rozwoju rolnictwa wymagały od służby rolnej odejścia od działań o charakterze ogólnym, na rzecz specjalizacji, kooperacji i zespołowej gospodarki w rolnictwie. Specjalizacja oznaczała ograniczenie liczby kierunków upraw i rodzajów chowu zwierząt, na rzecz węższej i celowo wybranej grupy działalności gospodarczej, która była właściwa dla danych warunków glebowo-klimatycznych i predyspozycji rolnika. Kooperacja oznaczała podjęcie współpracy między sektorem indywidualnym a uspołecznionym w rolnictwie (PGR, RSP). Najwięcej uwagi służba rolna była zobowiązana skierować na tworzenie zespołów rolników indywidualnych. W skład zespołu powinno wchodzić co najmniej trzech rolników, którzy zarejestrują swoją działalność w urzędzie gminy i podejmą wspólną działalność. Zespoły rolników indywidualnych uzyskiwały preferencje w dostępie do kredytów, środków produkcji i materiałów budowlanych.
Rozporządzeniem Rady Ministrów z 1981 r. zostały wprowadzone zmiany w organizacji służby rolnej, poprzez oddzielenie funkcji administracyjnych od funkcji doradczych. Część służby została w gminie, tworząc administracyjną służbę rolną, pozostałe zadania przejęły wojewódzkie ośrodki postępu rolniczego.